# Улица Ладо Гудиашвили
Улица Ладо Гудиашвили (груз. ლადო გუდიაშვილის ქუჩა) — улица в Тбилиси, в районе Мтацминда, проходит от проспекта Шота Руставели до улицы Арчила Джоржадзе.
Улица является одной из границ Пушкинского сквера.

## История
Первоначальное название — Атаманская, с 1877 года — Меликовская (Лорис-Меликовская).
Стала интенсивно застраиваться с начала XIX века. Дома казначейства были построены Александром Шимкевичем. От прежней застройки в районе улицы сохранился дом Лорис-Меликова, переживший разорение города во время нашествия Ага-Мухаммад-хана (1795 г.).
На улице была открыта первая в городе женская гимназия — имени Великой княгини Ольги Фёдоровны.
В советское время, с 1922 по 1986 год улица носила имя российского революционера Ладо Кецховели (1876—1903).
В 1992 году переименована в честь выдающегося грузинского советского художника Ладо Гудиашвили (1896—1980)
Старая застройка на улице реконструируется.

## Достопримечательности
д. 1 — Государственный музей искусств Грузии
д. 2 -
д. 5 — бывший Дворянский банк (1916, архитектор А. Н. Кальгин и художник Г. Ф. Гриневский; ныне здание занимает Национальная парламентская библиотека Грузии)
д. 7 — Национальная парламентская библиотека Грузии, Музей книги.
д. 9 — бывший дом Мухранбатони (архитектор К. Татищев).
д. 11 — Дом-музей Ладо Гудиашвили.

## Известные жители
С 1930-х годов и до самой смерти на улице, в д. 11, жил Ладо Гудташвили, сюда к нему приходили Борис Пастернак, Марина Влади и Владимир Высоцкий.